# Ramakrishna

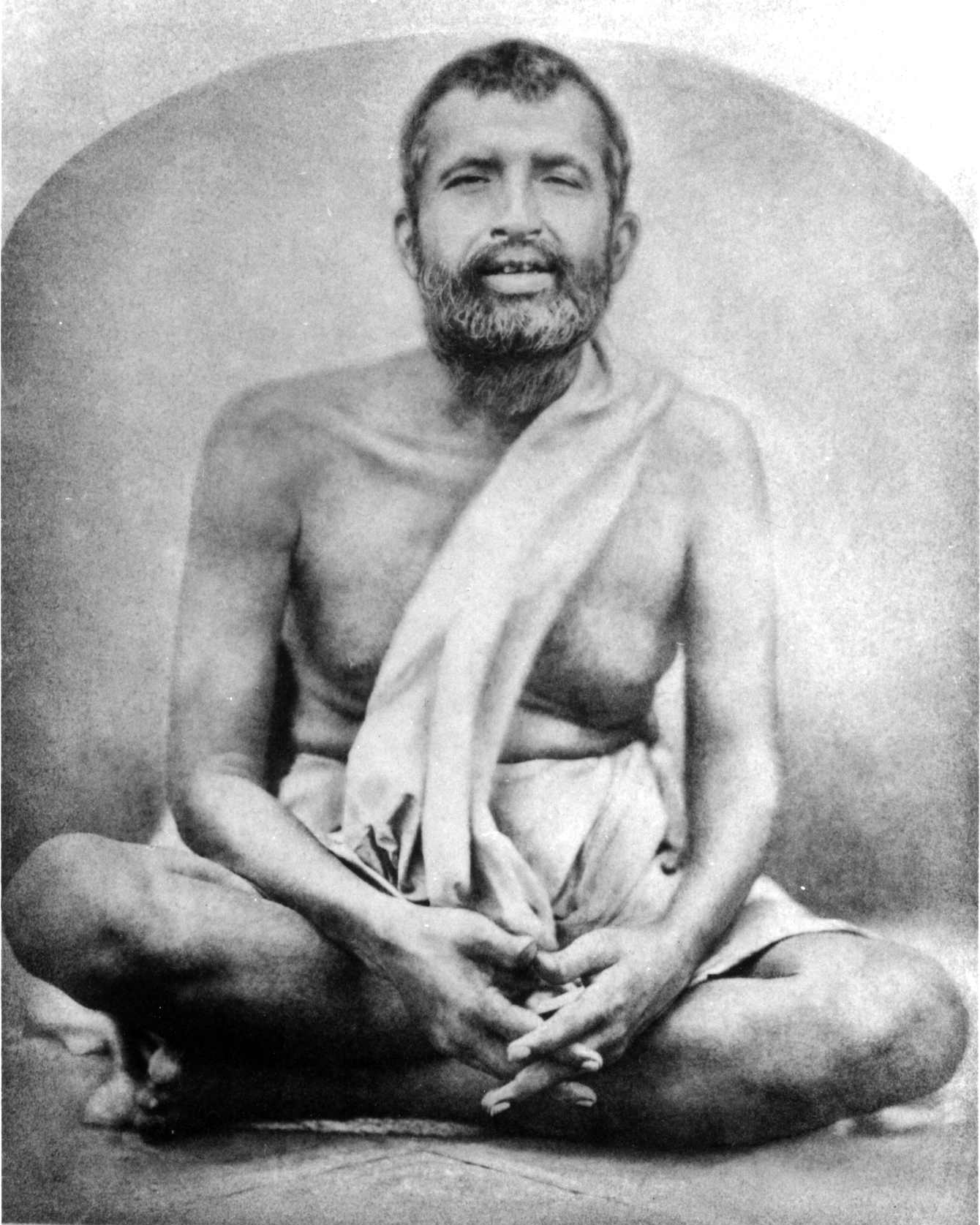
Ramakrishna (1885)

Ramakrishna Paramahamsa (Sanskrit: रामकृष्ण परमहंस; Bengalisch: রামকৄষ্ঞ পরমহংসⓘ, Rāmakṛṣṇa Paramahaṃsa, Geburtsname: Ramakrishna Chattopadhyay, in seiner Jugend Gadadhar oder Gadai genannt; * 18. Februar 1836 in Kamarpukur, Bengalen; † 16. August 1886 in Kolkata) war ein bedeutender hinduistischer Mystiker. Paramahamsa ist im Hinduismus ein religiöser Ehrentitel.

## Leben
Bereits in seiner Kindheit berichtete Ramakrishna von spirituellen Visionen. Er wurde mit sechzehn Jahren von seiner Familie zum Geldverdienen zu seinem Bruder Ramkumar nach Kolkata gesandt, der dort als Priester tätig war und eine Sanskrit-Schule betrieb. Ramakrishnas Hingabe bei der Versenkung in die Anbetung der Götter war auffällig und ungewöhnlich. Er begnügte sich nicht damit, Mantren zu rezitieren, sondern soll die Gegenwart der Göttin gespürt und sie so lange angebetet haben, bis sie sich ihm offenbarte. Dem Geldverdienen gegenüber zeigte er eine völlige Abneigung.
Durch besondere Umstände wurde er schließlich Priester im Tempelkomplex von Dakshineshwar am Ganges, einem nördlichen Vorort von Kolkata. Dort gab es zwölf Shiva-Tempel, einen Radha-Kanta-Tempel (Krishna und Radha gewidmet) und als Haupttempel den Kali-Tempel. Kali wird dort als Retterin der Welt (Bhavatarina) verehrt.
Ramakrishna wurde Priester des Kali-Tempels und widmete sich mit charakteristischem Eifer seiner Aufgabe. Damit begann für ihn eine intensive spirituelle Suche. Die Überlieferung berichtet: Er saß weinend vor der Statue der Göttin, rief sie um Hilfe an und flehte, sie möge sich ihm zeigen. Er aß und schlief nicht. In Verzweiflung versuchte er sich das Leben zu nehmen, da enthüllte Kali sich.
Er selbst beschrieb diese Vision mit folgenden Worten:
„Ich hatte das Gefühl als ob mein Herz ausgewrungen würde wie ein nasses Handtuch. Ruhelosigkeit überwältigte mich und die Furcht, Sie in diesem Leben nicht mehr schauen zu dürfen. Ich konnte die Trennung nicht länger ertragen. Das Leben schien sinnlos geworden zu sein. Plötzlich fiel mein Blick auf das Schwert, das im Tempel der Mutter (Kali) hing. Als ich wie ein Irrer aufsprang und es ergreifen wollte, enthüllte sich mir plötzlich die Göttliche Mutter. Alle Gebäude, der Tempel und alles andere verschwand spurlos aus meiner Sicht, und statt dessen sah ich einen grenzenlosen, unendlichen, strahlenden Ozean des Bewusstseins. So weit das Auge zu blicken vermochte, kamen leuchtende Wogen mit einem schrecklichen Getöse von allen Seiten herangestürmt, um mich zu verschlingen. Ich rang nach Atem. Der Ansturm überwältigte mich, und ich sank bewusstlos zu Boden. Ich wusste nichts von der äußeren Welt, aber in mir strömte eine ununterbrochene, reine Seligkeit, und ich spürte die Gegenwart der Göttlichen Mutter.“
Als er das Bewusstsein für seine Umwelt wieder erlangte, hatte er das Wort 'Mutter' auf den Lippen.
Eine Kommission aus hinduistischen Gelehrten (Pandits) befand, nur die Anwesenheit einer göttlichen Inkarnation (Avatara) könne Ramakrishnas ekstatische Zustände erklären. Der einfache Priester wurde öffentlich zu einem Avatar erklärt und damit anderen großen Heiligen wie Buddha oder Jesus gleichgestellt. Für Ramakrishna selbst schien das keine Bedeutung zu haben. Er blieb einfacher Priester des Kali-Tempels.
Als er schon Samnyasin (hinduistischer Mönch) war, heiratete er Sarada Devi, die ihm schon als Kind versprochen worden war. Die Ehe wurde – so wird berichtet – nie körperlich vollzogen. Sarada Devi wurde seine Schülerin und nach Ramakrishnas Tod selber Guru.
Ramakrishnas Religiosität umfasste drei bedeutende Strömungen des Hinduismus: Tantrismus, Vishnuismus und Vedanta. Schnell erwarb er alle erforderlichen Fertigkeiten und praktizierte die zugehörigen Übungen. Als er Vedanta praktizierte, bekam er mit Tota Puri einen neuen Lehrer, einen Wandermönch, der ihn lehrte, das Absolute jenseits aller Relativität zu verwirklichen. Es wird berichtet, damit sei für Ramakrishna die letzte Schranke gefallen und er habe das Stadium des Nirvikalpa Samadhi, der 'Nicht-Zweiheit', erreicht. Dies wird als höchster göttlicher Zustand betrachtet, aus dem normalerweise kein Mensch zurückkehrt, der nicht eine besondere Mission hat.
Nachdem Ramakrishna den Hinduismus durch eigenes Erleben verinnerlicht hatte, versuchte er für sich persönlich den Islam sowie das Christentum zu erfassen, indem er für einige Zeit wie ein Muslim und wie ein Christ lebte. In beiden Fällen stellte er eine prinzipielle Gleichheit der Religionen fest; dasselbe Ziel mit unterschiedlichen Wegen. Auch hier fühlte er sich zum absoluten Bewusstsein geführt.
Ein Gleichnis Ramakrishnas zur Gleichheit aller Religionen:
„Ich habe alle Religionsbräuche geübt: den Hinduismus, den Islam, das Christentum, und ich bin auch die Wege der verschiedenen Sekten des Hinduismus gegangen, und ich habe gefunden, dass es derselbe Gott ist, zu dem sie alle streben, wenn auch auf verschiedenen Wegen ... Ihr müsst diese verschiedenen Wege gehen und einmal jede Glaubensform wirklich durchproben. Ich sehe überall Menschen, die sich im Namen der Religion streiten: Hindus, Muslime, Brahmos, Vishnuiten usw. Sie bedenken aber nicht, dass Der, der Krishna genannt wird, ebenso Shiva heißt, und ebenso gut kann er Urkraft, Jesus oder Allah genannt werden und ebenso gut der eine Rama mit seinen tausend Namen. Ein Teich mit vielen Badetreppen. Auf einer schöpfen die Hindus das Wasser in Krügen und nennen es Jal; auf einer anderen schöpfen die Muslime das Wasser in ledernen Schläuchen und nennen es Pani; auf einer dritten die Christen und nennen es Water. Können wir uns denn vorstellen, dass dieses Wasser nicht Jal ist, sondern Pani oder Water? Das wäre doch lächerlich! Der Urgrund ist Einer unter verschiedenen Namen, und ein jeder sucht nach demselben Urgrund; nur Klima, Naturanlage und Benennung schaffen die Unterschiede.“
Ramakrishna wurde nun selbst Lehrer. Viele Schüler, Anhänger der verschiedensten Richtungen, suchten ihn in Dakshineshwar auf. Sein berühmtester Schüler war Vivekananda.
Am 16. August 1886 starb Ramakrishna im Kreis seiner Schüler an Kehlkopfkrebs. Sein Werk wurde durch Vivekananda fortgesetzt, der das Vermächtnis Ramakrishnas auch in den Westen trug, Hinduismus und Yoga erstmals einer breiten Öffentlichkeit in den USA und Europa bekannt machte und die Ramakrishna-Mission begründete.

## Medien
- Audiobeitrag: Am 16. August 1886 starb Ramakrishna, NDR, 16. August 2016, 15 Minuten, von Veronika Bock und  Ulrich Biermann